# Oxera cauliflora
Oxera cauliflora là một loài thực vật thuộc họ Verbenaceae. Đây là loài đặc hữu của New Caledonia.